# 星际火狐大冒险
《星际火狐大冒险》（又译作）是Rare开发、任天堂于2002年发行的动作冒险游戏，对应任天堂GameCube平台。
本作是Rare公司最後開發在任天堂家用遊戲機平台的遊戲作品（掌機平台開發直至2008年才結束），北美地區發售後第二天由美國科技公司微軟宣佈以3.75億美元收購，成為了旗下的第一方遊戲工作室，著作權亦已經在收購前由任天堂買回。

## 開發
本作開發企劃在1997年從《迪迪剛賽車》開發完成後開始。首先開發遊戲為《恐龍星球》，是一款計劃在任天堂64推出的動作冒險遊戲。原本打算是由Rare設計的新角色——狼物種男性的Sabre與狐貓物種女性的克裡斯塔爾（Krystal）為主角，惟被任天堂知名電玩遊戲設計師兼本作製作人宮本茂說服Rare的開發團隊重新設計遊戲，並以火狐·麥克勞德為本作主角（火狐·麥克勞德與Sabre造型相似，並保留克裡斯塔爾角色，重新設計成女性狐狸），作為星际火狐系列的一部分，再加上遊戲整體較比任天堂64還晚開發而遭取消，遊戲開發最終轉移到GameCube平台並更名為現稱。

## 評價
根据游戏评论聚合网站Metacritic统计，《星际火狐大冒险》获得 “普遍好评”。 游戏首周在日本售出200,000份，是当周最畅销的GameCube游戏。